# Varicorhinus longidorsalis
Varicorhinus longidorsalis är en fiskart som beskrevs av Pellegrin, 1935. Varicorhinus longidorsalis ingår i släktet Varicorhinus och familjen karpfiskar. IUCN kategoriserar arten globalt som otillräckligt studerad. Inga underarter finns listade i Catalogue of Life.